# サンターガタ・スル・サンテルノ
サンターガタ・スル・サンテルノ（伊: Sant'Agata sul Santerno）は、イタリア共和国エミリア＝ロマーニャ州ラヴェンナ県にある、人口約2,900人の基礎自治体（コムーネ）。

## 地理

### 位置・広がり
ラヴェンナ県西部に位置するコムーネ。面積は 9.49 km2 で、ラヴェンナ県では最も狭い。

#### 隣接コムーネ
隣接するコムーネは以下の通り。
- ルーゴ
- マッサ・ロンバルダ

### 気候分類・地震分類
サンターガタ・スル・サンテルノにおけるイタリアの気候分類 (it) および度日は、zona E, 2470 GGである。
また、イタリアの地震リスク階級 (it) では、zona 2 (sismicità media) に分類される。